# Liberio (diari)
Libero (també conegut com a Libero Quotidiano) és un diari italià, publicat a Milà, fundat pel periodista Vittorio Feltri el mes de juliol de 2000 i editat per Maurizio Belpietro des d'agost del 2009. Està relacionat amb el centre-dreta italià i amb el liberalisme. El febrer de 2007 alguns membres de la Brigada Vermella van ser arrestats acusats de voler posar una bomba en aquest diari.